# Holjeån
Holjeån este o arie protejată (arie specială de conservare — SAC, sit de importanță comunitară — SCI) din Suedia întinsă pe o suprafață de 29,3 ha, integral pe uscat.

## Localizare
Centrul sitului Holjeån este situat la coordonatele 56°10′41″N 14°29′19″E / 56.1781°N 14.4885°E.

## Înființare
Situl Holjeån a fost declarat sit de importanță comunitară în ianuarie 2002 pentru a proteja 1 specie de plante și 2 specii de animale. Situl a fost protejat și ca arie specială de conservare în martie 2011.

## Biodiversitate
Situată în ecoregiunea continentală, aria protejată conține 2 habitate naturale: Păduri aluvionare cu Alnus glutinosa și Fraxinus excelsior (Alno-Padion, Alnion incanae, Salicion albae), Cursuri de apă de la nivel de câmpie la nivel montan, cu vegetație Ranunculion fluitantis și Callitricho-Batrachion.
La baza desemnării sitului se află mai multe specii protejate:
- plante (1): Dichelyma capillaceum
- mamifere (1): vidră de râu (Lutra lutra)
- nevertebrate (1): Margaritifera margaritifera